# Docu-drama
Il docu-drama, in italiano docudramma, termine che nasce in inglese dalla contrazione di documentary drama (in italiano "documentario drammatico"), è un documentario basato su ricostruzioni interpretate da attori.

## Caratteristiche
Includere elementi di finzione nei documentari si configurò come una necessità sin dalla nascita del genere, specialmente visti i limitati mezzi a disposizione dei cineasti agli inizi del Novecento; lo stesso John Grierson, colui che coniò il termine "documentario" negli anni venti, includeva nella sua definizione una componente "creativa" nella rappresentazione degli eventi reali. Nel 1948 l'associazione World Union of Documentary rilanciò il concetto che era andato affermandosi negli anni trenta e quaranta, affermando come una "sincera e giustificabile ricostruzione" debba essere permessa se contribuisce al fine ultimo di stimolare la conoscenza e la comprensione di problematiche culturali, economiche o sociali; e più tardi anche la definizione data dall'Academy of Motion Picture Arts and Sciences specificava espressamente che un film documentario potesse essere costituito da scene ricostruite. Nel corso degli anni non mancarono tuttavia produttori e registi che invece ritenevano la fiction incompatibile con il genere, offrendo un'interpretazione più pura del "documentario" che doveva rimanere ancorato alle riprese di eventi reali; tra questi Willard Van Dyke.
Nella seconda metà XX secolo con la crescente popolarità dei documentari iniziarono ad usarsi svariati termini per differenziare i documentari "puri" da quelli "drammatizzati", alcuni univano drama e documentary (es. drama-documentary, drama-doc), altri erano basati su variazioni della parola documentario o l'aggiunta di prefissi (es. semi-documentary, documentary-style, docutainment, quest'ultimo per le opere più improntate all'intrattenimento) e altri combinavano le parole "fatti" e "fiction" (es. fact-fiction drama, faction). Una delle varianti destinate a diventare più d'uso comune fu documentary drama, usata le prime volte negli anni sessanta in riferimento a spettacoli teatrali.
I termini che usano fiction a volte sono usati per dare più enfasi all'aspetto fittizio della narrazione rispetto ad una più semplice drammatizzazione; uno dei più comuni, docu-fiction, utilizzato anche come sinonimo di docu-drama, in alcuni testi è preferito per opere che pongono maggiore attenzione alla cura della narrazione rispetto alla documentazione degli eventi narrati, divenendo più simili a classici esempi di fiction. Alcuni dizionari provano quindi a offrire sfumature di significato leggermente diverse per i due termini, definendo il documentario drammatico come la «drammatizzazione di eventi reali» e la docu-fiction come qualsiasi fiction la cui narrazione usa tecniche documentaristiche, oltre ad opere che mischiano immagini di eventi reali e ricostruzioni artificiali. Altri dizionari invece attribuiscono loro lo stesso significato.
Quando gli eventi narrati sono interamente originali si entra invece nel campo del falso documentario.